# Reggie Perry
Reginald Jordan Perry (ur. 21 marca 2000 we Flowood) – amerykański koszykarz, występujący na pozycjach silnego skrzydłowego lub środkowego, od 2023 zawodnik Zhejiang Golden Bulls.
W 2016 i 2017 wystąpił w turnieju Adidas Nations, zajmując w nim, w obu przypadkach szóste miejsce.
W 2018 wystąpił w meczu gwiazd amerykańskich szkół średnich – McDonald’s All-American. Został też uznany koszykarzem roku szkół średnich stanu Georgia, klasy 2A.
21 września 2021 został zawodnikiem Toronto Raptors. 13 października 2021 opuścił klub. 28 grudnia 2021 zawarł 10-dniowy kontrakt z Portland Trail Blazers. 4 lutego 2022 podpisał 10-dniową umowę z Indianą Pacers. Po jej wygaśnięciu opuścił klub i dołączył ponownie do Raptors 905. 30 marca 2022 dołączył ponownie do Blazers na 10 dni, a 9 kwietnia po raz kolejny.
21 lipca 2023 został zawodnikiem chińskiego Zhejiang Golden Bulls.

## Osiągnięcia
Stan na 25 października 2023, na podstawie, o ile nie zaznaczono inaczej.
NCAA
- Uczestnik rozgrywek turnieju NCAA (2019)
- Koszykarz roku konferencji Southeastern (SEC – 2020 wspólnie z Masonem Jonesem i Immanuelem Quickleyem)[12]
- Laureat nagrody Bailey Howell Trophy (2020)
- Zaliczony do:
  - I składu:
    - SEC (2020)
    - najlepszych pierwszorocznych zawodników SEC (2019)
    - turnieju Myrtle Beach Invitational (2020)
- Zawodnik kolejki:
  - NCAA im. Naismitha (3.02.2020)
  - SEC (20.01.2020, 3.02.2020)
- Najlepszy pierwszoroczny zawodnik kolejki SEC (4.02.2019, 25.02.2019)

Indywidualne
- Zaliczony do II składu G-League (2022)

Reprezentacja
- Mistrz świata U–19 (2019)
- MVP mistrzostw świata U–19 (2019)
- Zaliczony do I składu mistrzostw świata U–19 (2019)